# ملعب مدينة كميل شمعون الرياضية

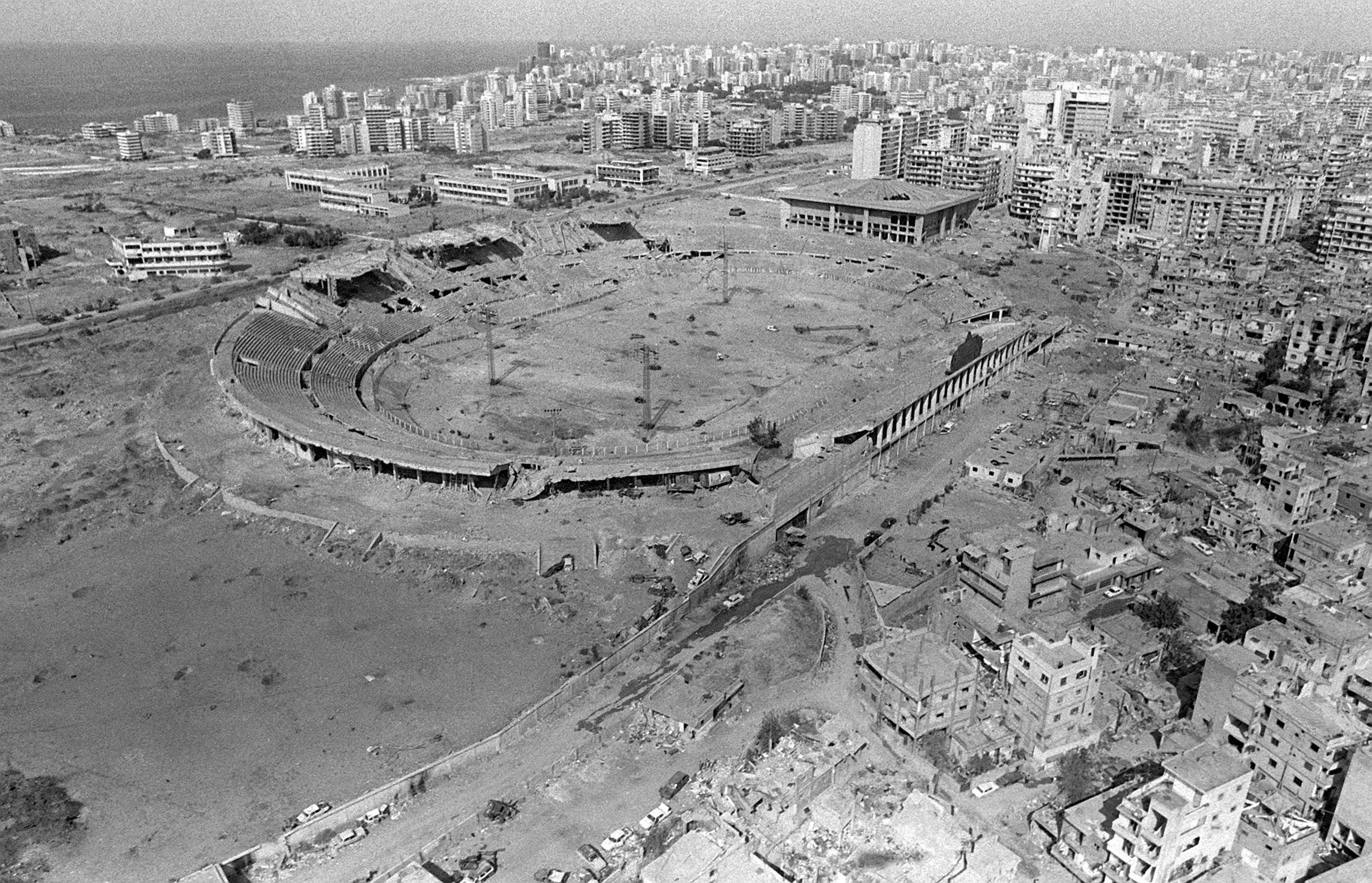
ملعب بيروت أثناء الاجتياح الإسرائيلي سنة 1982

ملعب مدينة كميل شمعون الرياضية هو ملعب متعدد الاستعمالات في منطقة بئر حسن في بيروت، لبنان.يتسع الملعب ل 55,799 متفرج. وهو أكبر ملعب في لبنان.ويستخدم حاليا ملعب المدينة الرياضية في الغالب لمباريات كرة القدم وكما أن لديه مرافق لألعاب القوى. تم بناؤه في عام 1957 من قبل الوزارة اللبنانية للشباب والفنون الجميلة تحت رئاسة كميل شمعون. كانت المباراة الافتتاحية مباراة ودية ضد نادي روفرز الروماني، حيث فاز لبنان 1-0 وسجل هدفا عن طريق مراد أبو يوسف. وقد تم هدم الملعب تماما أثناء الاجتياح الإسرائيلي عام 1982. أطلق رئيس الوزراء اللبناني السبق رفيق الحريري مشروعا لاعادة بناء الملعب استعدادا لكأس آسيا 2000. تلقى هذا المشروع تمويلا من المملكة العربية السعودية(20 مليون دولار) والكويت(5 ملايين دولار). وقدمت 75 مليون دولار أخرى من قبل الحكومة اللبنانية. عملية تجديد قاعة بيار الجميل المتاخمة ادرجت أيضا ضمن المشروع.
يمتد الملعب على مساحة 50,000 متر مربع مع مساحة 77000 متر مربع من الاسطح المغطاة وسبعة كيلومترات من الأسوار.تتألف القمرة الرئاسية من 37 مقعدا، مسيج بزجاج واق من الرصاص. بالإضافة إلى موقف للسيارات بمساحة 600 متر مربع بنيت تحت الملعب وأخرى بمساحة 20000 متر مربع خارجها. الملعب قادر على امتصاص هزات أرضية تصل إلى 8.6 درجة على مقياس ريختر. وعلاوة على ذلك، تم بناء مكاتب الإدارة، ومجمع للجنة الأولمبية اللبنانية وغيرها من مختلف الاتحادات الرياضية، ومراكز صحافة حديثة، وعيادات لمعالجة حالات الطوارئ بين اللاعبين والمتفرجين مع موقف لسيارات الإسعاف والإطفاء، تحت المدرجات.
تم بناء مجمع رياضي في شمال الملعب بسعة 3300 متفرج، ويتم استخدامه لكرة السلة وكرة الطائرة والجمباز. واكتمل هذا الجزء بحلول عام 1998.
كفارنير، الشركة المصممة، تقول ان 25 مهندسا بريطانيا و 115 لبناني تعاونوا مع 850 عامل لبناني وعربي لإعادة بناء المدينة الرياضية التي تم افتتاحها في الأصل من قبل الرئيس كميل شمعون في أواخر عام 1957.
بعد إعادة الإعمار، استضاف الاستاد الألعاب العربية 1997حيث القى فيها الرئيس اللبناني في ذلك الوقت الياس الهراوي كلمة الافتتاح قائلا: «من لبنان نقول للعالم؛ اللبنانيين عادوا إلى تراثهم ووحدتهم، وعادوا لبناء لبنان للشباب، والأبطال والسلام». كما ألقى رئيس الوزراء اللبناني كلمة قال فيها: «الاعمار فاز على الدمار، والسلام على الحرب» أخيرا، قال رئيس اللجنة العربية بان: «هذه هي بطولة التضامن بين الشعب اللبناني الذين وضعوا مصداقية في بلدهم وأدوا إلى ظهور هذا الحدث الرياضي الكبير». «يمكن للقنابل تدمير مدينة ولكن لا يمكنها أبدا زعزعة إيمان المؤمنين». بالإضافة إلى ذلك، كان الاستاد الملعب الرئيسي لبطولة 1999 العربية، وكأس آسيا 2000، ومؤخرا الألعاب الفرانكوفونية بين 27 سبتمبر و 3 أكتوبر من عام 2009.
كانت هناك خطط لبناء مجمع سباحة أولمبي يمتد على أكثر من 13500 متر مربع وثلاث ملاعب للتنس. ومع ذلك، لم تتبع هذه الخطط وذلك لأسباب لم يكشف عنها.
يأتي الاستاد في المرتبة 101 من حيث المساحة.

## البنية
- إجمالي السعة: 47799 متفرج
- المدرجات المغطاة: 12799
- المدرجات المكشوفة: 36,000
- المنصاة الرئاسية: 37
- المنصاة المهمة: 1252
- منصاة الدرجة الأولى: 3450
- منصاة الصحافة: متوفرة
- قاعة استقبال الصحافة: متوفرة
- قاعة المؤتمرات: متوفرة (350 متر مربع)
- قاعة المقابلات: متوفرة
- غرفة الصحافة السمعية والبصرية: متوفرة
- غرفة الاتصالات: متوفرة
- مواقف التعليق: متوفرة
- غرف تغيير ملابس الاعبين: 4
- غرفة تغيير ملابس الحكم: 2
- النادي الصحي والكشف عن المخدرات: متوفرة
- غرفة الإحماء: متوفرة
- مرافق العرض الإلكتروني: متوفرة
- مواصفات الملعب: نفس ستاد دو فرانس
- عدد البوابات: 18 بوابات المدخل الخارجي، و 56 بوابة المدخل الداخلي.
- قدرة استيعاب السيارات: سيارة 2500

## إقراء أيضا
- قائمة ملاعب لبنان